# 電視塔駅
電視塔駅（でんしとうえき、中文表記: 电视塔站、英文表記: Dianshita Station）は中華人民共和国陝西省西安市雁塔区に位置する西安地下鉄2号線及び8号線の駅。

## 沿革
- 2011年9月16日 - 2号線1期北段区間（北客駅－当駅間）試験営業を開始[1]。
- 2014年6月16日 - 2号線1期南段区間（当駅－韋曲南駅間）が試験営業を開始[2]。
- 2023年6月26日 - 会展中心駅から電視塔駅に改名[3]。
- 2024年12月26日 - 8号線の開業に伴い、乗り換え駅となる[4]。

## 駅構造
| G              | 地上                         | 出入口                                  |
| B1             | コンコース                   | 改札口、駅事務所                        |
| B2 2号線ホーム | 駅設備                       |                                         |
| B2 2号線ホーム | ■北行き                      | ← ■2号線草灘・西安北方面 （緯一街駅）   |
| B2 2号線ホーム | 島式ホーム、左側のドアが開く |                                         |
| B2 2号線ホーム | ■南行き                      | → ■2号線韋曲南・常寧宮方面 （三爻駅） → |

## 駅周辺
- 曲江国際会展中心 (Qujiang International Conference & Exhibition Center)
- 陝西省テレビ塔 (Shaanxi Television Tower)

## 隣の駅
西安地下鉄
■2号線
緯一街駅 - 電視塔駅 - 三爻駅
■8号線
東儀路駅 - 電視塔駅 - 大唐不夜城駅